# Pécs
Pécs ([ˈpeːʧ] , in tedesco: Fünfkirchen; in serbo: Печуј, Pečuj; in croato: Pečuh; in latino: Sopianae o Quinque Ecclesiae; in italiano storico Cinquechiese), dislocata vicino al confine croato, è con i suoi 156 801 abitanti la quinta città dell'Ungheria e capoluogo della regione Baranya.
A livello economico, conosciuta a livello nazionale è la sua produzione di birra e di porcellane. La manifattura di porcellane Zsolnay di Pécs è celebre, tra l'altro, per aver fornito le tegole policrome che divennero l'elemento distintivo dell'architetto ungherese Ödön Lechner.

## Storia

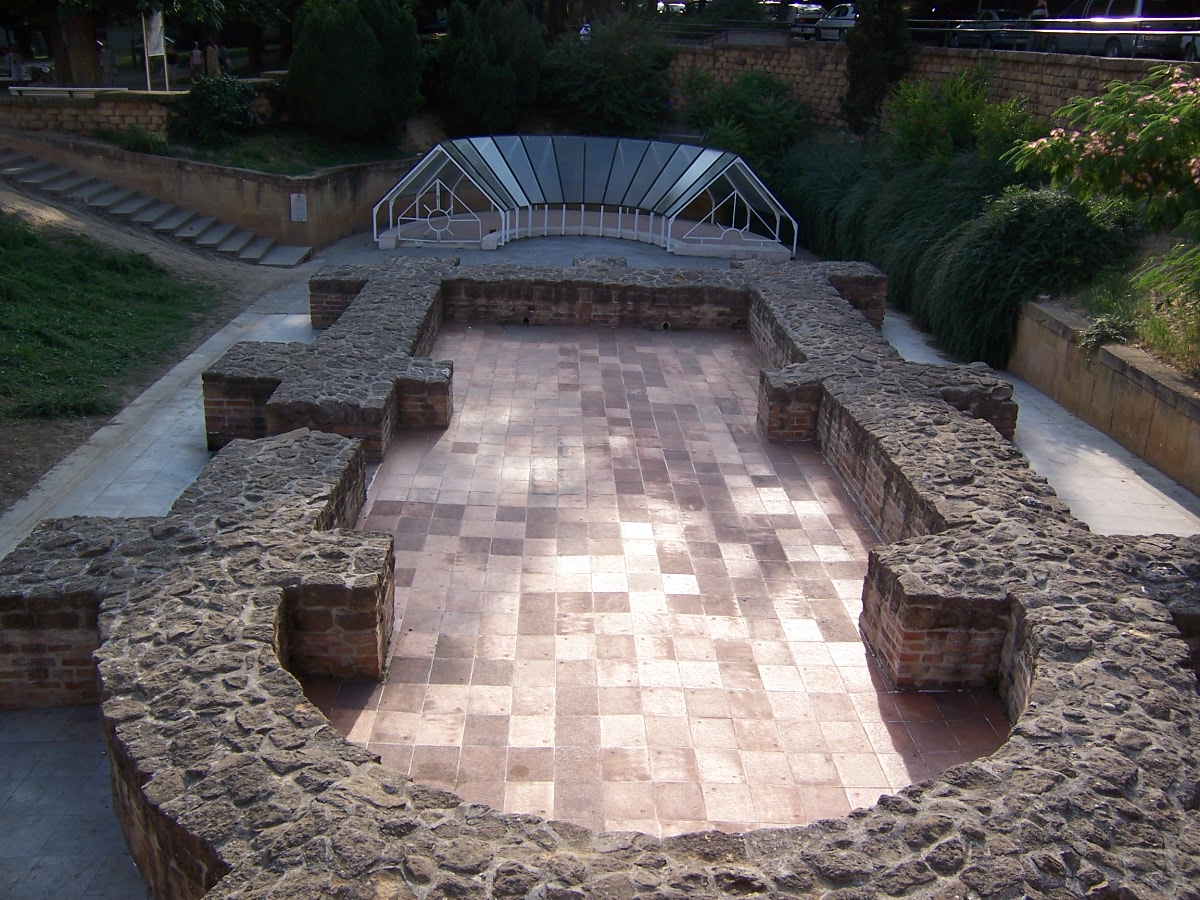
Cimitero Paleocristiano

### Le origini
Pécs è una delle città più antiche dell'Ungheria ed era già luogo d'insediamento in epoca preistorica. Prima dell'arrivo dei Romani vissero qui Celti e Illiri. Al tempo della dominazione romana la città divenne, a partire dal III secolo d.C., la capitale della provincia della Pannonia Valeria. In seguito la città si chiamò Quinque Ecclesiae, da cui deriva il nome italiano della città (Cinquechiese). Il nome ungherese Pécs ha probabilmente origine dalla parola turca beş ("cinque"). Sopianae deriva dalla parola celtica Sop, significa palude. La città si pensa abbia avuto ai tempi dei Romani circa 8-10 000 abitanti. A prima del IV secolo risale l'arrivo del cristianesimo, come testimonia il cimitero paleocristiano del centro della città.

### Epoca medievale

Il logo dell'antica Università

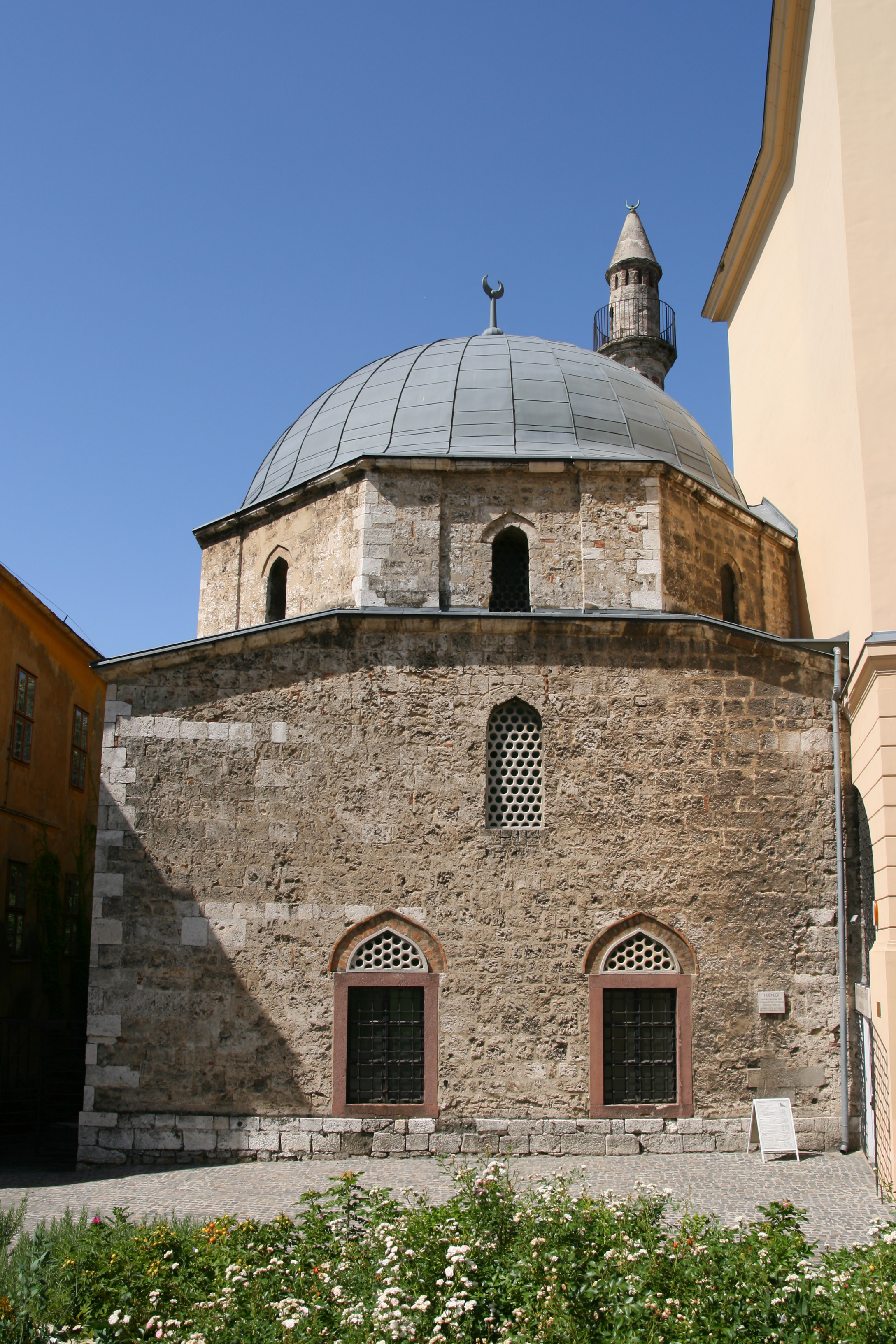
Moschea di Jákováli Hásszán con il minareto

Alla fine del IV secolo la dominazione romana finì per effetto delle invasioni dei barbari e degli Unni. Dopo giunsero gli Avari e popolazioni slave, poi il territorio entrò a far parte dell'Impero carolingio. Verso il 900 arrivarono gli Ungheresi.
La città porta i segni di tutte queste presenze, a cui si aggiunsero poi quelle lasciate dai Turchi ottomani.
Nel 1009 il re santo Stefano fonda la diocesi di Pécs. Nel 1367 a Pécs è stata fondata la prima università ungherese, la quarta più antica di tutta l'Europa centrale. La vita universitaria di Pécs è vivace e gode di fama internazionale.
Dal 1543 al 1686 Pécs fu sotto la dominazione dell'Impero ottomano; di questo periodo sono rimasti ben conservati molti edifici monumentali, nel frattempo anche restaurati. Evliya Çelebi scrittore ottomano, visitò Pécs, che descrisse come una fiorente città mercantile.

### Epoca moderna
L'aspetto attuale della città è però quello del XVIII secolo, dopo la fine della dominazione turca e delle guerre di riconquista portate avanti soprattutto dagli Asburgo.
In particolare, la città deve il suo aspetto alle riorganizzazioni urbanistiche e alle costruzioni architettoniche volute dai grandi vescovi-mecenati romano-cattolici, che fino al 1780 (anno in cui Pécs fu dichiarata dalla regina Maria Teresa d'Ungheria libera città regia) ne erano anche i governatori.
In particolare i padri della città possono essere considerati i vescovi György Klimó ("il più attivo mecenate di Pécs nel XVIII secolo", secondo lo storico locale Boros) e Pál László Eszterházy e il loro canonico József Koller, grande studioso ed appassionato d'arte.
György Klimó guidò la diocesi e la città di Pécs per quasi tre decenni, dal 1751 al 1777 e fu lui a fissare le direttrici principali entro le quali il mecenatismo artistico dei vescovi di Pécs si sarebbe realizzato nei decenni successivi, all'insegna – per usare un'espressione pronunciata nel 1804 dal canonico Koller - "della romana norma".
Fu lui a tentare la riapertura dell'università, la più antica dell'Europa dell'Est, che però riaprirà soltanto nell'Ottocento. Il vescovo Klimó riuscì, invece, nell'intento di costituire una grande biblioteca, la prima aperta al pubblico in Ungheria. Sfruttando i suoi rapporti con Roma e Vienna, Klimó organizzò una biblioteca di ben 15.000 volumi.
Quando giunse a Pécs nel 1752, egli trovò l'interno della cattedrale di S. Pietro, risalente ai secoli XI e XII, completamente inutilizzabile, e subito espresse l'intento di restaurarla. Per prima cosa chiese a Maria Teresa 5.000 fiorini "ut desolatis Ecclesijs in Bonis Episcopatus hujus existentibus, quae causarum potius, quam Mysteriis Divinis dicatarum Aedium speciem referunt". Nel 1756-1758 e nel 1762 portò avanti alcuni lavori di restauro, mentre nel 1769 venne chiamato l'architetto viennese Nicolò Pacassi, allievo di Nocolaus Jadot. 
Risalgono a quell'epoca, per interessamento del Koller, i lavori alla cattedrale dello scultore trentino Giuseppe Antonio Sartori (1712-1792).
A Klimó si deve anche l'organizzazione, assistita da un esperto giardiniere, il fiumano Matteo Kartiza, dei giardini della città, specialmente quelli ubicati lungo l'attuale via Győző Dischka (che nel XIX secolo era ancora chiamata Aloe-Gasse).
Il paolino Pál László (Paolo Ladislao) dei conti Eszterházy portò avanti l'opera iniziata da Klimó, ad esempio commissionando nuove opere a Giuseppe Antonio Sartori. La sua maggiore realizzazione fu la costruzione del Palazzo dell'Archivio e della Biblioteca vescovile.
Alla morte del vescovo Eszterházy i lavori furono quindi portati avanti sotto la direzione dallo stesso Koller, che riuscì a coinvolgere anche il già celebre architetto Mihály János Pollack (Vienna, 1773-Pest, 1855), fratellastro di Leopoldo Pollack (Vienna, 1751-Milano, 1806), autore tra il 1790 e il 1795 del Palazzo Reale di Milano. 
Al giovane Pollack si deve il progetto di restauro neoclassico della cattedrale, completato nel 1825.
Successivamente, con lo sviluppo industriale dell'Ottocento, la città venne arricchita di nuovi edifici. I restauri neoclassici della cattedrale furono smantellati per ricreare lo stile romanico originario, e la città si abbellì di molti edifici di stile liberty.
Oggi Pécs è una delle più belle città ungheresi.
Nel 1882 venne ultimata la costruzione della linea ferroviaria Budapest-Pécs. Dopo la prima guerra mondiale fu capitale della Repubblica serbo-ungherese di Baranya-Baja, e rifugio dei comunisti ungheresi, sfuggiti all'ira di Miklós Horthy. Fu restituita all'Ungheria il 25 agosto 1921. 
Dopo la cessione di Bratislava alla Cecoslovacchia dall'Ungheria dopo la firma del Trattato del Trianon l'Università di Pozsony si trasferì a Pécs.

## Geografia fisica
Pécs è situata nel sud-ovest dell'Ungheria alle pendici meridionali dei monti Mecsek, non distante dalla frontiera con la Croazia.

## Società
Secondo il Censimento del 2011, l'84% della popolazione era ungherese.

## Monumenti e luoghi d'interesse

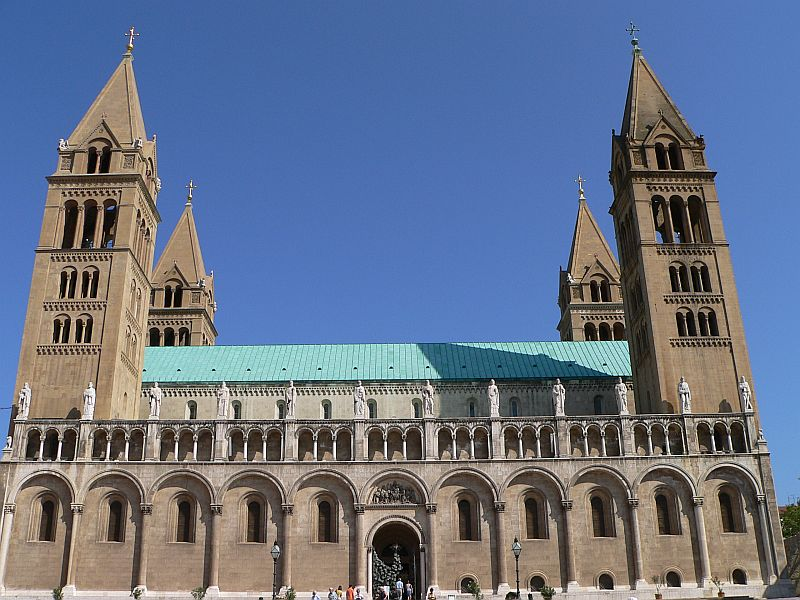
Cattedrale dei Santi Pietro e Paolo

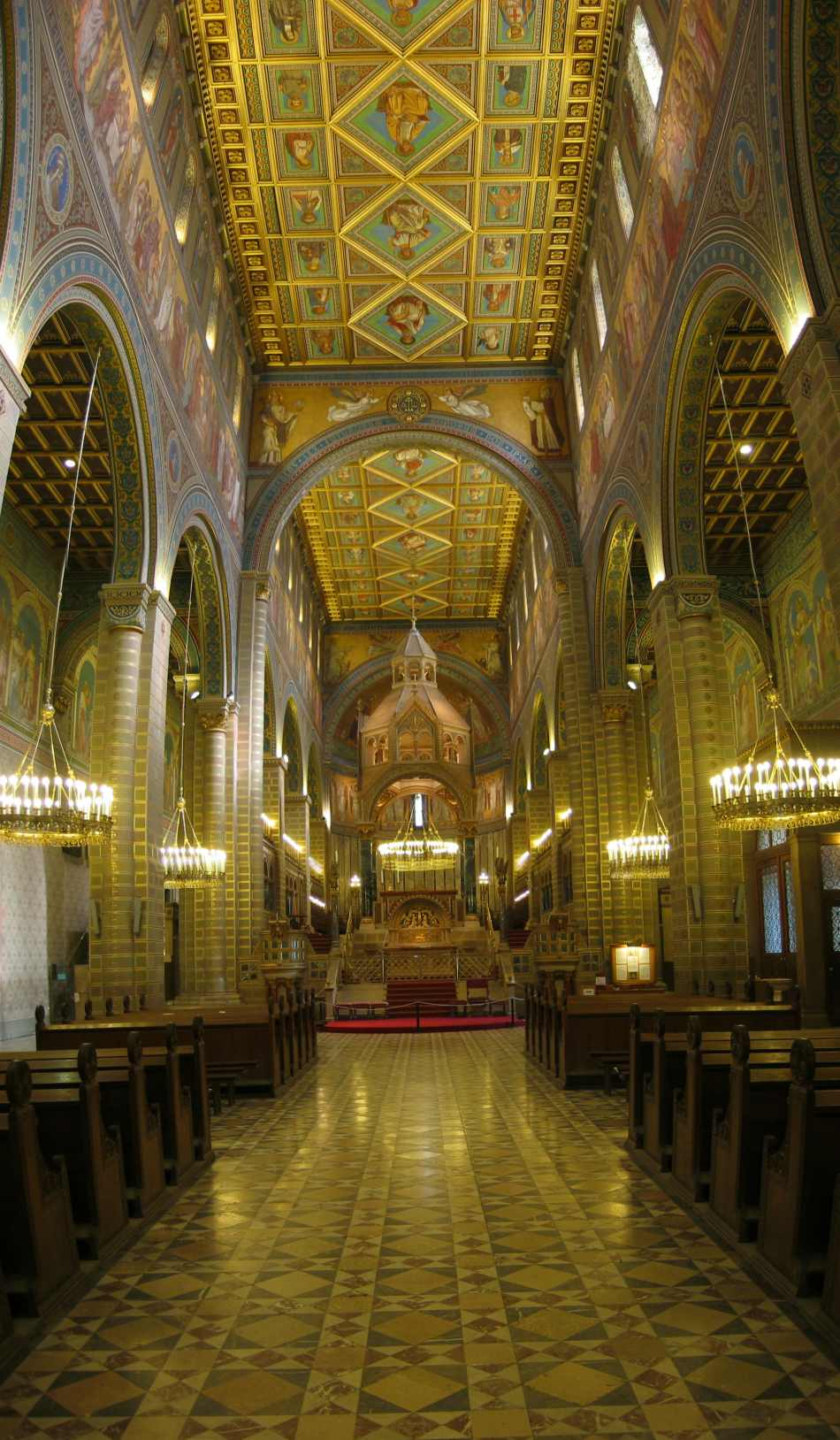
Interni della cattedrale

- Cattedrale dei Santi Pietro e Paolo (del XI sec. e ristrutturata nel XIX sec.)
- Moschea di Gazi Kasim Pascià, attualmente Chiesa della Madonna della Candelora, è un edificio di culto ottomano costruito tra il 1543 ed il 1546 sulla centrale piazza Széchenyi.
- Moschea di Yakovali Hassan Pascià
- Palazzo vescovile
- Teatro nazionale (Nemzeti Színház) di Adolf Lang e Antal Steinhardt (inaugurato nel 1895)
- Cimitero Paleocristiano, un complesso cimiteriale notevole di epoca tardo-romana e camere sepolcrali cristiane arcaiche dipinte, dichiarato nel 2000 Patrimonio culturale dell'umanità dell'UNESCO.
- Numerosi monumenti, piazze pittoresche, cortili interni e caffè all'aperto di sapore e fascino mediterraneo.
- Giardino botanico dell'Università Jánus-Pannonius JPTE)
- La porta dalle mille serrature
- Istituto di ricerca di enologia e viticoltura (FVM Szőlészeti és Borászati Kutatóintézete Pécs) con una delle maggiori collezioni al mondo di viti per uva da vino e da tavola (circa 1.200 tipi)
- Sinagoga grande di Pécs

## Cultura
Pécs è sede vescovile e città universitaria, nonché centro rilevante per una minoranza linguistica tedesca e terra di nove minoranze etniche con una propria amministrazione autonoma.
Pécs è considerata una delle più belle città ungheresi, la sua collocazione favorita dal clima ai piedi dei monti Mecsek e i parecchi edifici monumentali danno al luogo un'atmosfera eccezionalmente mediterranea. 
Il 19 ottobre 2005 la città ha vinto il concorso internazionale per il titolo di Capitale culturale europea 2010 ed ha organizzato, congiuntamente alla città tedesca di Essen e alla regione della Ruhr e ad Istanbul, degli eventi per quest'anno di capitale culturale.

### Istruzione
A Pécs ha sede il maggiore liceo bilingue italo-ungherese di tutta l'Ungheria, ben più grande (per numero di docenti e studenti) anche del famoso "Szent László" di Budapest. Probabilmente le ragioni di ciò sono storiche, poiché Pécs è la più vicina all'Italia tra le grandi città ungheresi.
L'Università di Pécs è una delle più antiche d'Europa, risalente al 1367. L'istituto è una destinazione oggi popolare per gli studenti internazionali.
La partecipazione di Pécs ai Giochi senza frontiere fu l'occasione per il pubblico europeo, in particolare quello italiano, di conoscere le bellezze artistiche e paesaggistiche della città e diede inizio ad un afflusso di turisti.

### Musei
- Museo Csontváry
- Museo di Victor Vasarely
- Museo di Amerigo Tot
- Museo di Jenő Kerényi
- Museo di Zsolnay
- Il Lapidario romano

## Infrastrutture e trasporti
Inoltre Pécs è un importante nodo ferroviario e cuore di una regione industriale (carbone, uranio, cuoio, ceramica, birra, sigarette e componenti elettroniche). L'industria mineraria nel frattempo è stata smantellata e ora questi terreni sono in fase di riconversione in terreni agricoli.
Dal dicembre 2003 Pécs è provvista di un aeroporto civile nel sobborgo meridionale di Pogány con diritti d'approdo per velivoli fino a 40 tonnellate.

## Amministrazione

### Gemellaggi
- Osijek, dal 1973
- Fellbach, dal 1986
- Graz, dal 1989[6]
- Cluj-Napoca, dal 1990
- Kütahya, dal 1981
- Lahti, dal 1956
- Lione, dal 1998

- Peterborough, dal 199?
- Seattle, dal 1991
- Terracina, dal 1996
- Tucson, dal 1992
- Melfi, dal 2010
- Grenoble, dal 1992
- Cracovia
- Arad[7]

## Sport

### Calcio
La squadra principale della città è il Pécsi Mecsek.

## Curiosità
Pécs Árkád è il più grande centro commerciale di Pécs. Il centro commerciale è stato inaugurato nel marzo 2004 e ospita su una superficie di 35.000 m² 130 negozi regionali ed internazionali.

## Galleria d'immagini

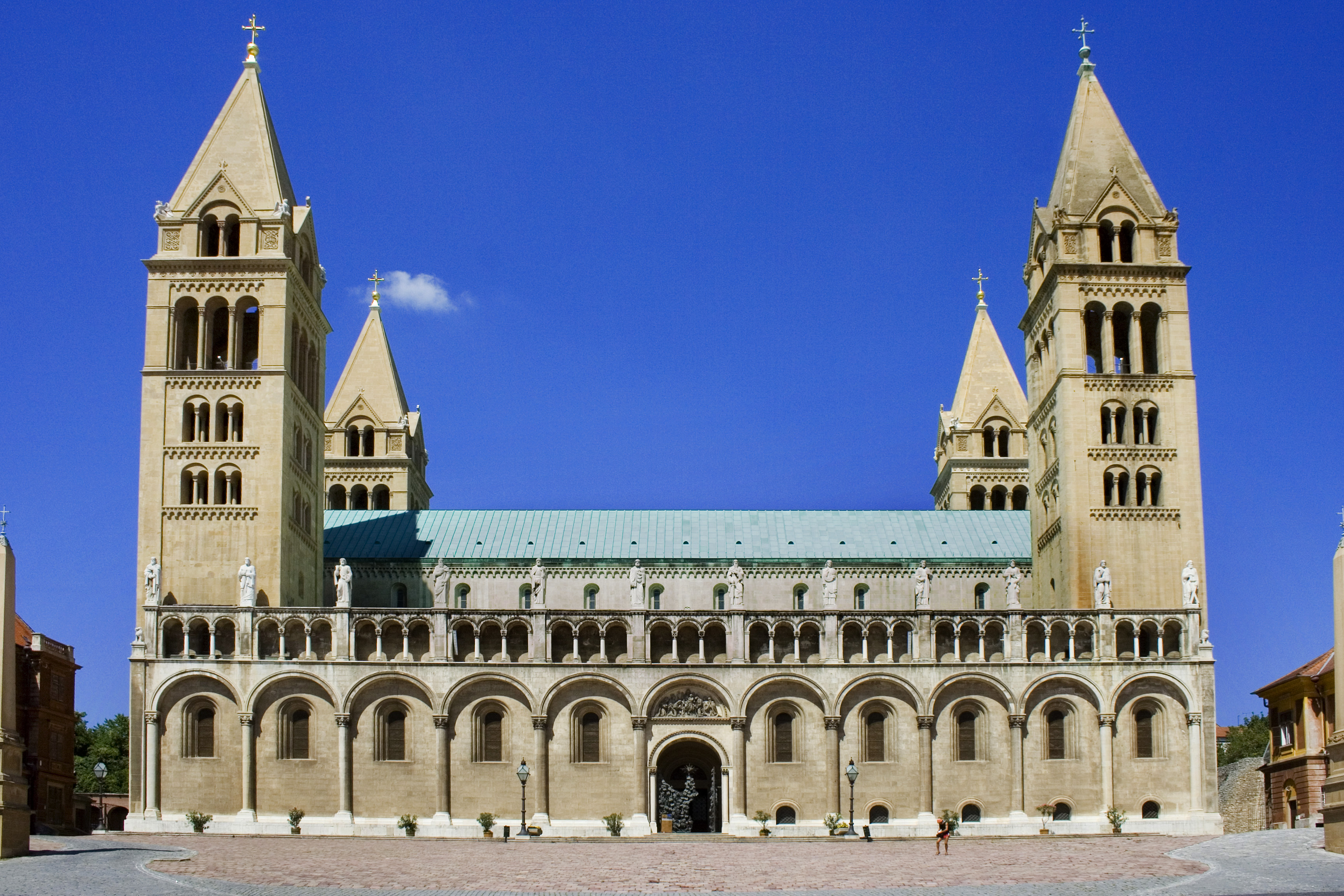
Duomo di Pécs
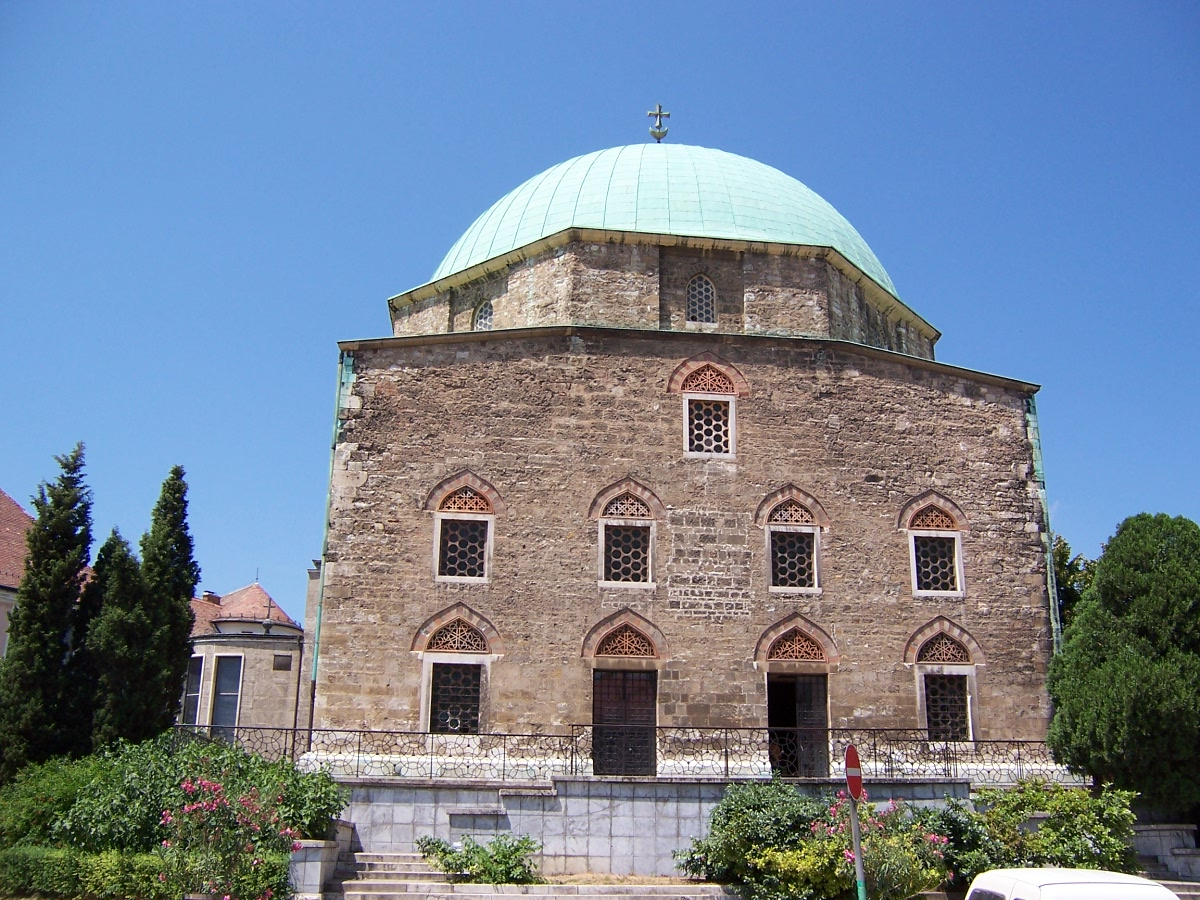
Moschea di Gázi Kászim
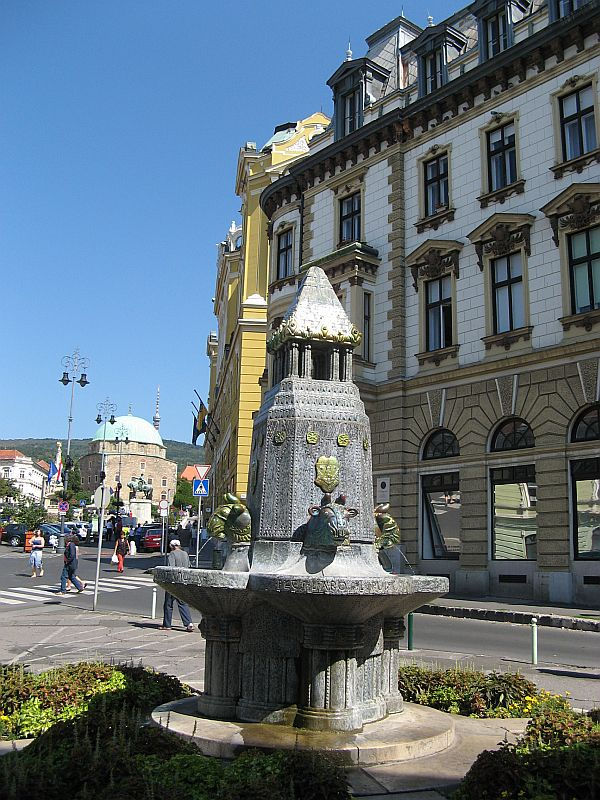
Pozzo di Zsolnay
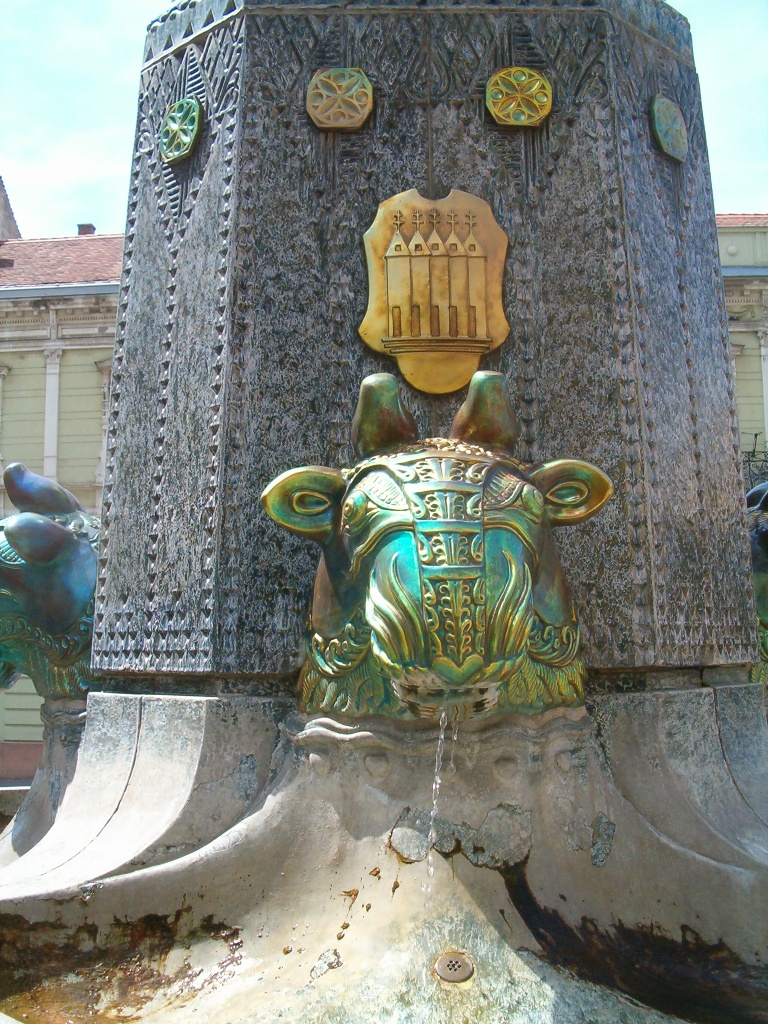
Pozzo eosino di Zsolnay
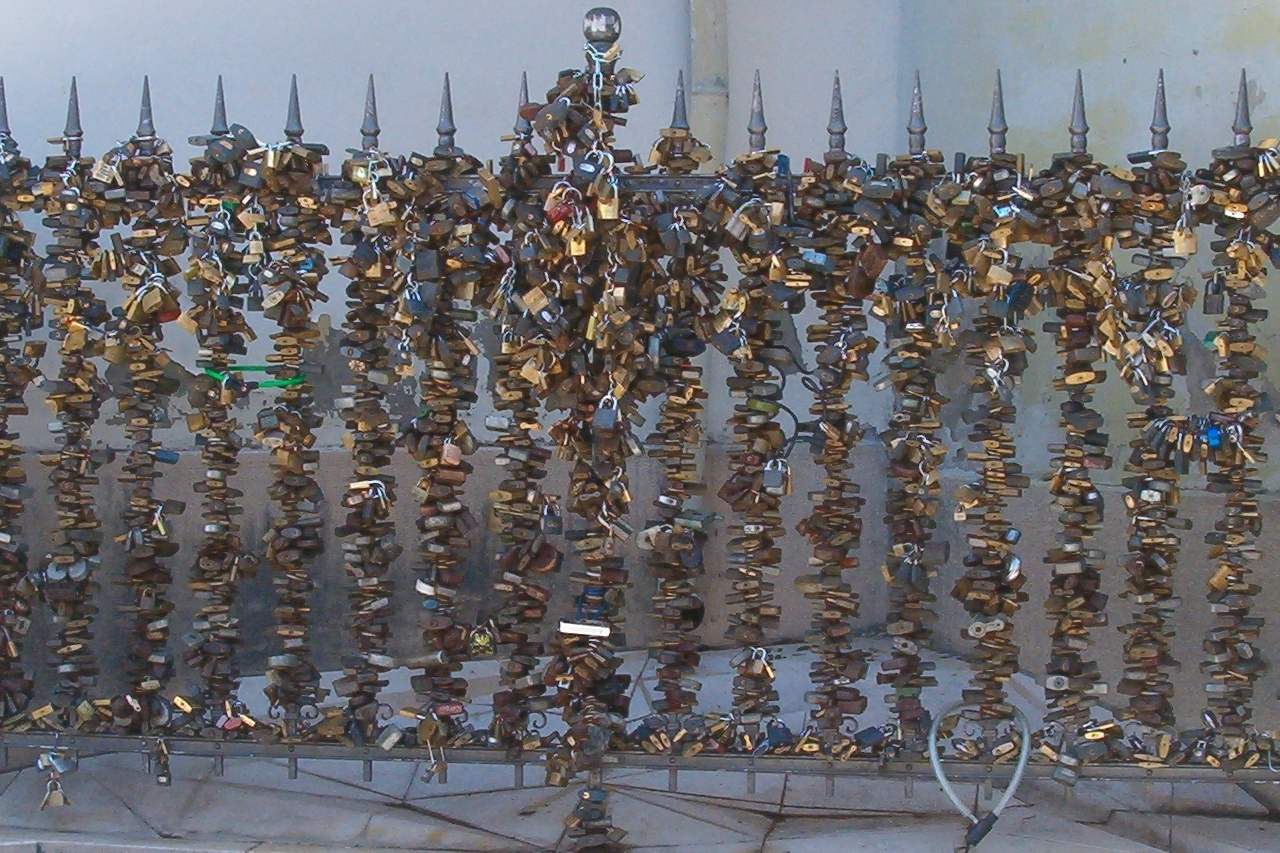
Recinto degli innamorati con tanti lucchetti